# Atentado en el puerto del Callao de 1989
El atentado en el puerto del Callao fue un ataque terrorista ocurrido el 5 de julio de 1989 en las inmediaciones del principal puerto marítimo del Perú. El ataque tuvo como objetivos a extranjeros soviéticos que se encontraban estacionados en el Callao.
El ataque dejó 33 personas heridas, todos provenientes de la Unión Soviética, el principal sospechoso del ataque fue Sendero Luminoso, por su posición fuertemente antisoviética y rusofóbica por motivos políticos e ideológicos.

## Antecedentes
Simpatizantes de Sendero Luminoso en 1986 ya habían hecho estallar una bomba contra ciudadanos soviéticos que se dedicaban a la pesca y tenían permiso por parte del gobierno peruano de estacionarse en el puerto del Callao. Ese mismo año, militantes de SL intentaron realizar una masacre en la embajada del gobierno de la URSS en Lima, fallando en su intento.

## Contexto
Los gobiernos del Perú y la Unión Soviética se habían estrechado fuertemente desde la entrada al poder de Mijaíl Gorbachov. En el aspecto económico, ambos países llegaron a un acuerdo para que un aproximado de 20 arrastreros puedan pescar en aguas de la Provincia Constitucional del Callao, a cambio de que un porcentaje de esa pesca quede para el puerto, así mismo los pescadores soviéticos tenían permiso de desembarcar en la orilla peruana, esto hizo que en el Callao se habrán varias tiendas que atendían exclusivamente a los visitantes soviéticos.
En lo político, el gobierno de Gorbachov dio un espaldarazo al gobierno de Alan García al tomar postura a su favor en la guerra contra la insurgencia comunista de Sendero Luminoso y el MRTA, además el gobierno soviético le vendió helicópteros a García para socavar dicha insurgencia. Esto provocó que SL tomará una postura militante contra los intereses de la URSS en el Perú, hasta el punto de despreciar incluso a los civiles rusos étnicos que se encontraran en el país sudamericano.

## Descripción

### Bombardeo
El día del 5 de julio de 1989 tres autobuses estaban en una parte del puerto del Callao que movilizaban a los pescadores y marineros soviéticos entre el Callao y Lima, dichos extranjeros tenían permiso de tierra por lo acordado en las relaciones peruano-soviéticas. Los extranjeros se encontraban turisteando en una tienda de artesanías cerca de los autobuses.
Cuando los soviéticos se encontraban abordando los vehículos, se dio una explosión en el bus más grande, el impacto de dicha explosión llegó a destruir la fachada de la tienda de artesanía de tres pisos en donde hasta hace poco se encontraban las víctimas.
Los otros dos buses más pequeños con 35 pasajeros cada uno también se vieron afectados, el bus más grande y también el más afectado con sus 49 pasajeros fueron evacuados a hospitales de Lima.

### Heridos y autor
Todos los heridos de gravedad estaban en el bus grande, primero se registró 20, para luego subir hasta 33, cuatro de ellos en estado reservado.
Ninguna organización terrorista se atribuyó oficialmente el atentado, pero el Ministerio del Interior comunicó que el modus operandi del ataque era propio de Sendero Luminoso. El entonces oficial PNP Oswaldo Díaz Salvador comunicó que testigos notificaron que en las cercanías del sitio del atentado en el momento de que los soviéticos no estaban en sus vehículos, se vio a dos jóvenes colocando un bulto en la parte abajo del bus grande. La Policía Nacional del Perú expresó que se está buscando a cuatro personas, ya que también fueron notificados que dos sospechosos más huyeron en un auto al instante de la explosión.